# 菲利普·黑格·史密斯
菲利普·史密斯（Philip Hagar Smith，1905年4月29日—1987年8月29日），美国电子工程師，出生於美國马萨诸塞州，曾發明著名的史密斯圓圖。
他於1928年從Tufts College畢業，畢業後曾於RCA公司及貝爾實驗室工作，至1970年退休。